# Pray (Loir-et-Cher)
Pray település Franciaországban, Loir-et-Cher megyében. Lakosainak száma 280 fő (2022. január 1.). Pray Crucheray, Gombergean, Lancé, Lancôme, Landes-le-Gaulois, Tourailles és Villeromain községekkel határos.

## Népesség
A település népességének változása:
| Lakosok száma | 219  | 218  | 244  | 273  | 297  | 297  | 292  | 285  | 282  | 280  |
|               | 1968 | 1982 | 1990 | 2006 | 2013 | 2015 | 2017 | 2019 | 2020 | 2022 |